# پارما
پارما (به ایتالیایی: Parma) نام شهری است در شمال کشور ایتالیا که در ناحیهٔ امیلیا رومانا قرار گرفته است.

## جغرافیا

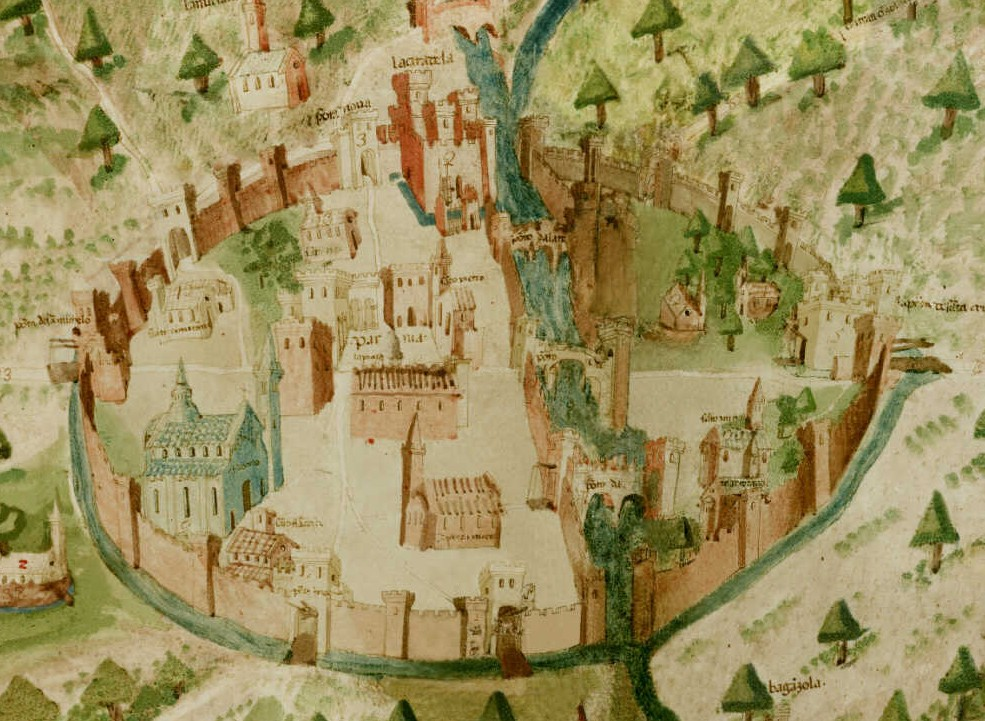
تصویری از نقشه شهر پارما در سده پانزدهم (میلادی).

شهر پارما به طبیعت سرسبز و معماری زیبایش شهره است.  یک نهر شهر پارما را به دو قسمت تقسیم می‌کند.
دانشگاه پارما، از قدیمی‌ترین دانشگاه‌های اروپا و جهان، در این شهر است.
ادارهٔ آمار ایتالیا، جمعیت شهر پارما را در سال ۲۰۰۸ میلادی، برابر با ۱۷۸٬۷۱۸ نفر تخمین زده‌است.

## ورزش
تیم فوتبال پارما در سال ۱۹۱۳ میلادی تأسیس شد و پس از یک سال فعالیت در سری ب ایتالیا با قرار گرفتن در مکان دوم جدول رده‌بندی به سری آ صعود کرد تا جمع هفت خواهر فوتبال ایتالیا در سری آ تکمیل شود

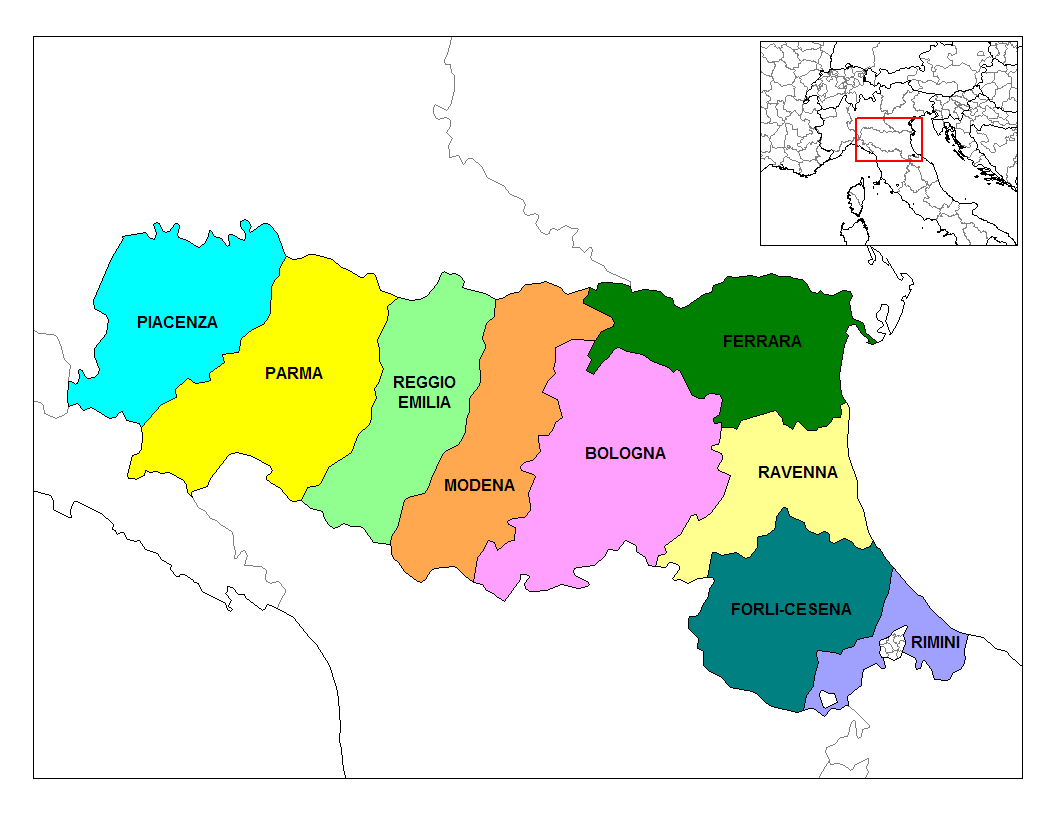

## اقتصاد
پارما اقتصاد پررونقی دارد و بخش غذا بسیار پیشرفته است. شرکت مواد غذائی چند ملیتی Barilla از بازیگران مهم پاستای جهان در پارما مستقر است.دفتر مرکزی شرکت باریلا در این شهر قرار دارد و یکی از بزرگترین مناطق تولید پنیر جهان است و پنیرهای پارمیزان آن از شهرت جهانی برخوردارند.پارما در میان شهرهای ایتالیا به دلیل نفوذ بسیار بین کشاورزی و صنعت بسیار برجسته است.کشاورزان پارمایی محصولاتی را برای فرآوری صنعتی تولید می کنندکه از آن جمله می توان به گوجه فرنگی ، نخود فرنگی و ذرت شیرین برای صنایع کنسرو و شیر برای صنایع لبنی اشاره کرد.ذکر این نکته نیز مهم است که اگرچه پارما یکی از غنی ترین مناطق ایتالیا است ، اما با عدم تناسب زیادی بین درآمد کارمندان و درآمد خود اشتغالی در میان مناطقی با بالاترین هزینه زندگی نیز قرار دارد.پارما در مرکز یک شبکه مهم تجارت جهانی مواد غذایی واقع شده است و مستحق لقب "قلب جلگه غذایی" است.پارما یک شهر قابل توجه است ، در بین تپه های آپنینز و پو واقع شده است. مراتع آن بسیار خوش طعم و شیرین هستند که اعتقاد بر این است که هیچ مکانی در اروپا را نمی توان با پنیرهای عالی تولید شده با این مکان مقایسه کرد ، از این رو نام آن پارما همه جا شناخته شده است.منطقه غذای کشاورزی پارمسان شامل پارما و 29 شهرداری مجاور شهر است و مرکزی برای مساحت تقریبی 2411 کیلومتر مربع است.15٪ از کارگران بخش مواد غذایی کشاورزی در آنجا شاغل هستند.چشم انداز این منطقه از 326 کارخانه ژامبون سازی ، 5500 مزرعه ، 163 کشتارگاه ، 189 شرکت تولیدی (با 3000 کارمند) و 1380 فارم لبنیات (با 7،500 کارمند) تشکیل شده است.در حالی که سالانه 2500 میلیارد صادرات دارد.این قلمرو میزبان شرکتهای زیادی در بخش صنایع غذایی متصل به یکدیگر است که اجازه می دهد منطقه پارما به عنوان منطقه ای از زنجیره تأمین تعریف شود ، در آن محصولات کشاورزی و دامی بهم تبدیل می شوند.این شرکت ها نیمی از گردش مالی  صنعت شهر یعنی 7.6 میلیارد یورو را تشکیل می دهند.دو شرکت چند ملیتی بزرگ در بخش غذا در پارما و مجاورت آن مستقر هستند: Barilla S.p.A. و Parmalat S.p.A. طبق رتبه بندی ویژه ای که در سال 2006 توسط "موسسه اعتبار" نیویورک تنظیم شد ، باریلا بهترین شرکت از نظر شهرت در بین شرکت های چند ملیتی جهان بود که بهترین شناخته شده در جهان است.پارما همچنین میزبان شرکت های بزرگ چند ملیتی در بخش شیمی-دارویی از جمله GlaxoSmithKline انگلیسی است (دفتر دیگر ایتالیا در ورونا واقع شده است) و Chiesi Farmaceutici SpA ، یک شرکت متولد این شهر در سال 1935  است.

## نگارخانه

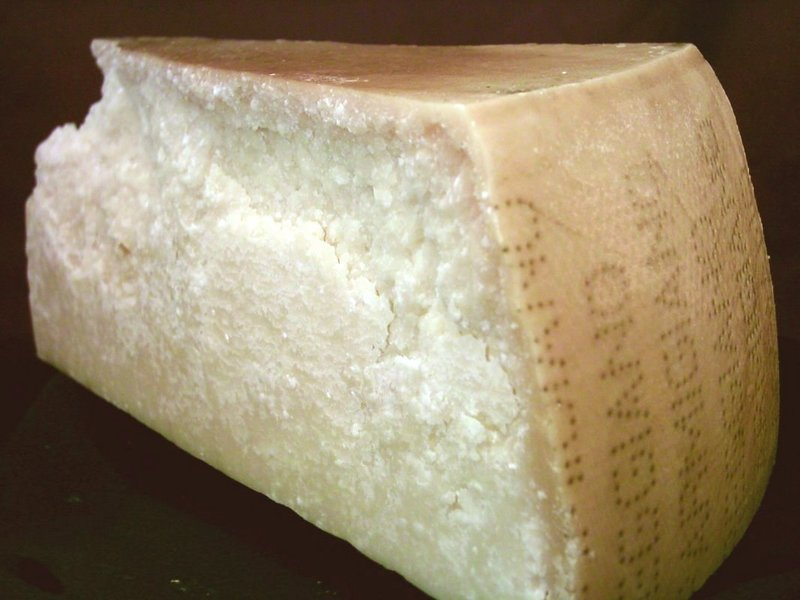
Parmigiano-Reggiano cheese, the true "parmesan"
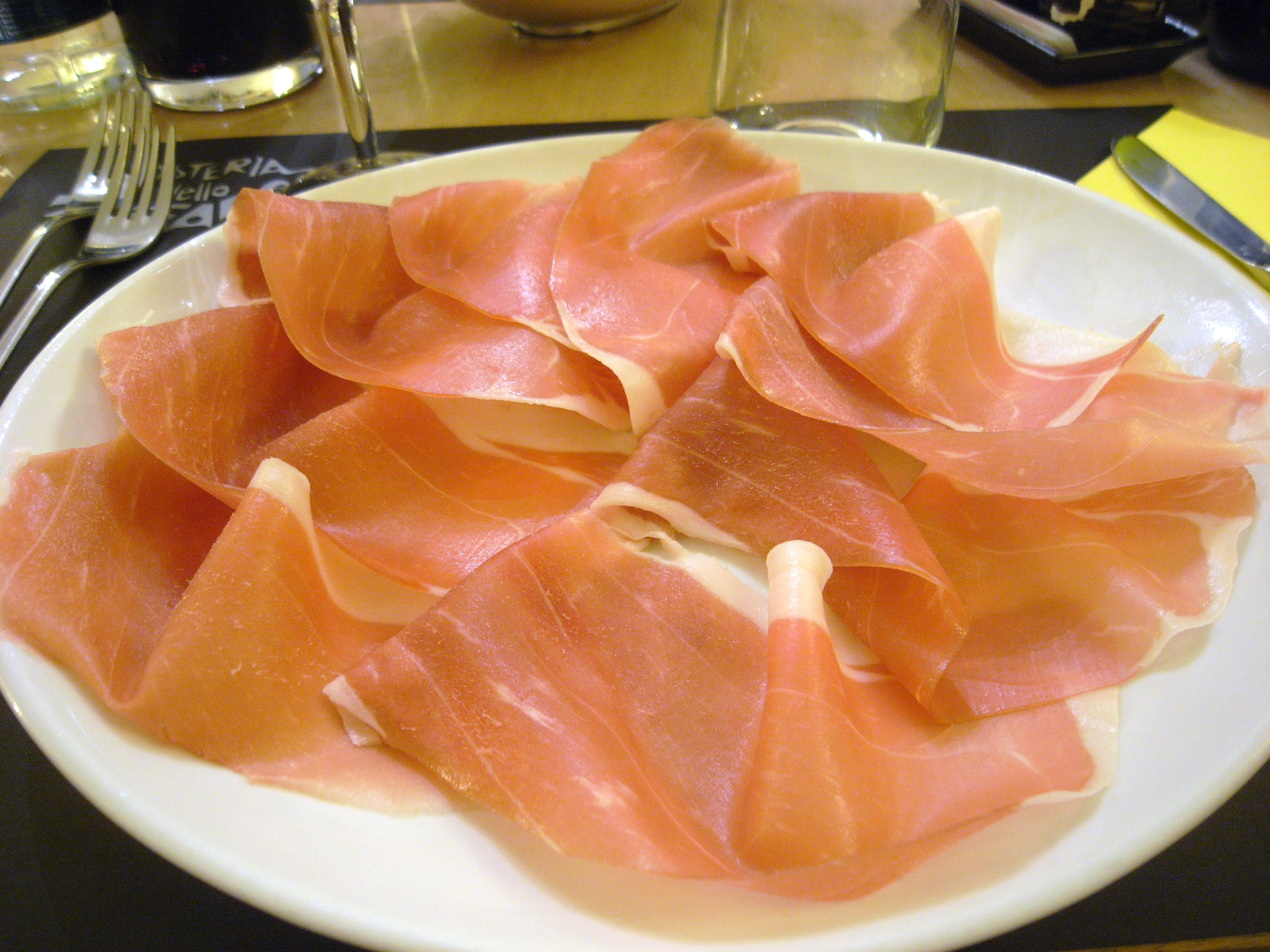
Prosciutto di Parma (cured ham)
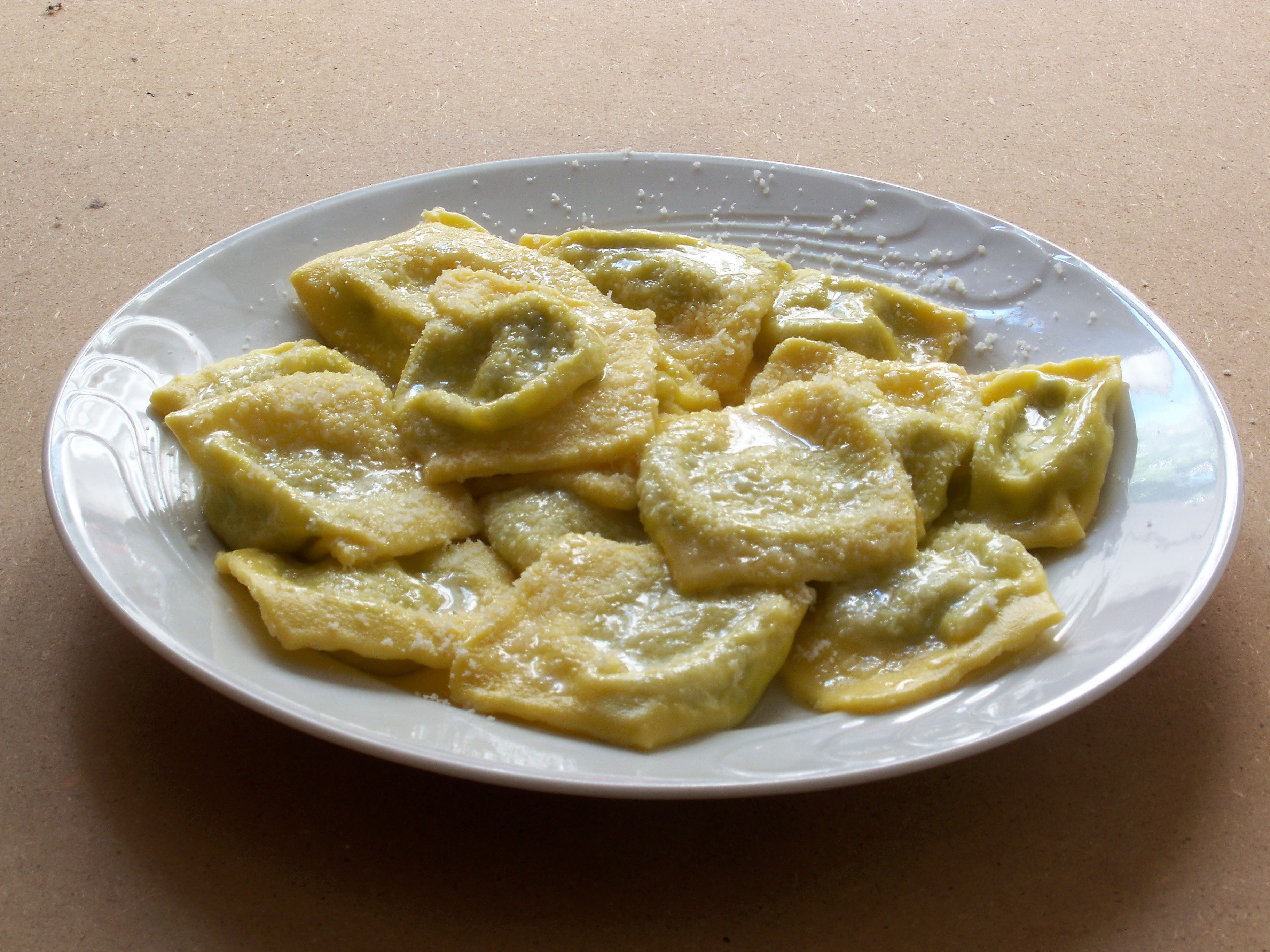
Tortelli d'erbetta
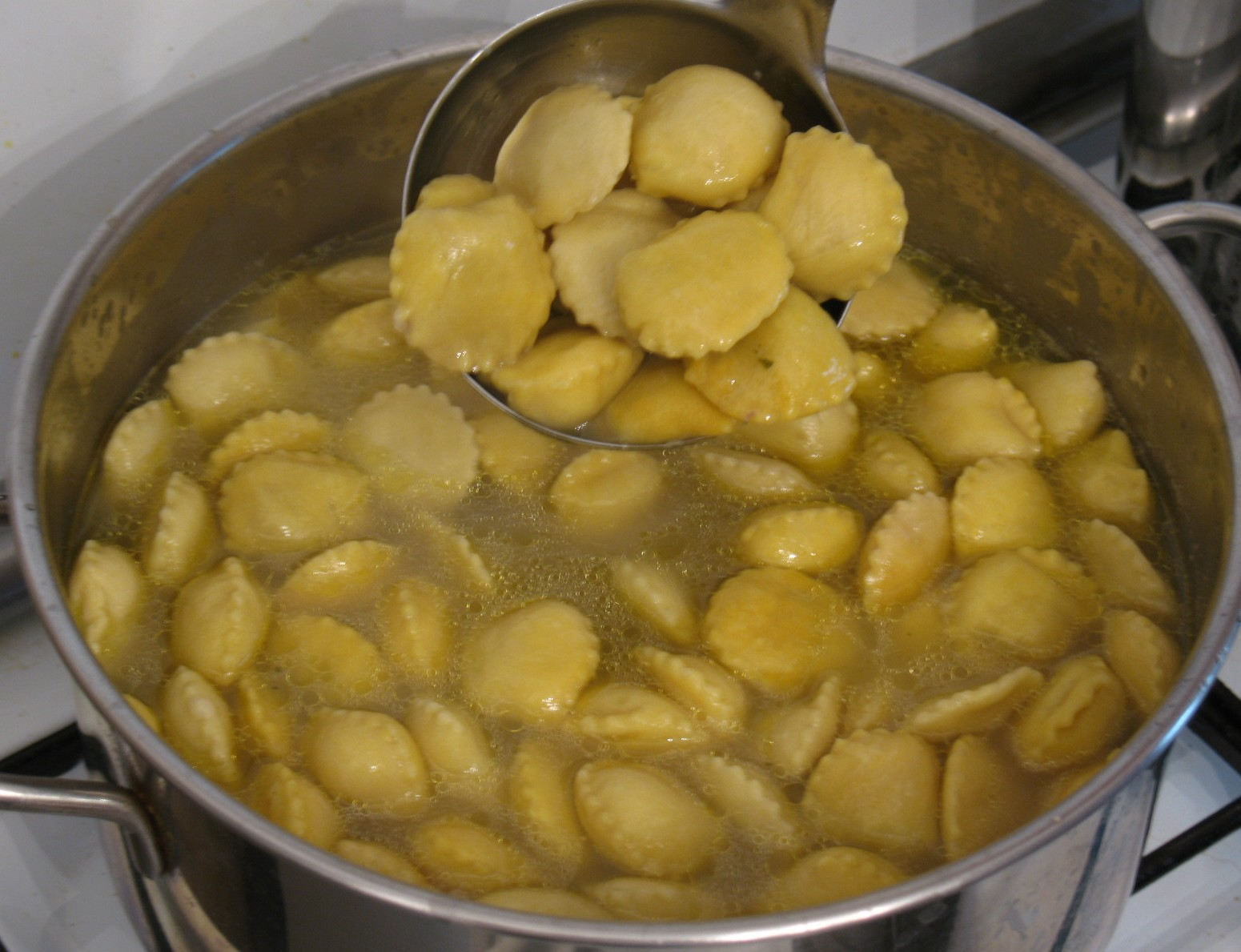
Anolini in brodo(broth)